# Annales Cambriae
Gli Annales Cambriae, più comunemente conosciuti come Annali del Galles, sono una cronaca degli eventi più significativi del periodo che va dal 447 al 954.
La datazione è incerta: si pensa al 970. È, però, ampiamente accettato il fatto che il primo anno oggetto di trattazione (indicato come "anno 1") sia il 447. Tuttavia, certe fonti sostengono che molti passi siano stati interpolati in seguito, con l'aggiunta di particolari, nomi e così via. La cronaca registra eventi accaduti nel Galles, ma accenna anche a quelli verificatisi in Irlanda, in Cornovaglia e in Inghilterra e, a volte, anche quelli d'oltremanica. 

## Contenuto
Vi si fa menzione anche di Re Artù, di Mordred e di Merlino. Ciò è sembrata a tanti la prova dell'esistenza storica di questi personaggi, anche considerando che tutti gli altri personaggi menzionati nella cronaca sono realmente esistiti.
Artù, Mordred e Merlino vengono menzionati nei seguenti anni:
- Anno 72 (c. 519): La battaglia del Monte Badon, nella quale Artù portò la croce di nostro Signore Gesù Cristo sulle sue spalle per tre giorni e tre notti e i Britanni furono vincitori.

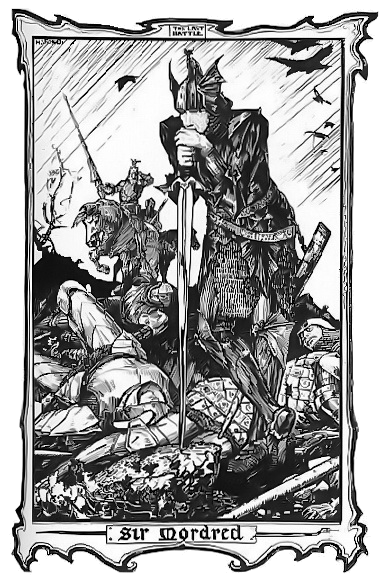
illustrazione di Mordred di H. J. Ford. che appare peer la prima volta in questa cronaca

- Anno 93 (c. 540): La battaglia di Camlann, nella quale Artù e Medraut (Mordred) caddero e ci fu morte in Britannia e in Irlanda.
- Anno 126 (c. 573): La battaglia di Arfderydd, tra i figli di Eliffer e Gwenddolau figlio di Ceidio, che cadde in questo scontro. Merlino impazzì.